# فرودگاه کولونل رافائل پابون لیوتینانت
فرودگاه کولونل رافائل پابون لیوتینانت (به انگلیسی: Lieutenant Colonel Rafael Pabón Airport) (به زبان بومی: Aeropuerto TCNL. Coronel Rafael Pabón) یک فرودگاه همگانی با کد یاتا VLM است که یک باند فرود آسفالت دارد و طول باند آن ۱۴۹۹ متر است. این فرودگاه در کشور بولیوی قرار دارد و در ارتفاع ۳۹۸ متری از سطح دریا واقع شده است.